# 誰彼
『誰彼』（たそがれ）は、株式会社アクアプラスのアダルトゲームブランドLeafが2001年2月9日に発売したWindows用アダルトゲームである。「ACTIVE DRAMATIZE NOVEL」と呼ばれる合間合間でアニメーションするシステムを導入したアドベンチャーゲームである。

## 概要
シナリオは竹林明秀が、原画は河田優がそれぞれ担当したが、元は原田宇陀児が企画した作品であり、彼が企画を放棄せざるをえない状況に追い込まれ退社を余儀なくされた後は竹林へ企画を丸投げする形で、開発が継続された。
発売直前まで徹底した情報管制が敷かれ、詳細はなかなか公開されなかった。パソコンゲーム・アダルトゲーム雑誌各誌（『コンプティーク』『PUSH!!』『G-type』『E-LOGIN』）が一斉に本作を表紙にしており、『E-LOGIN』は表紙イラストレーターの中嶋敦子が本作のヒロイン・月代を描き下ろすコラボレーション実現に加え、付録CD-ROMにデモを独占収録した。
発売後、竹林はLeafを退社。これにより、髙橋龍也と水無月徹を主軸としたLeafの初期主要メンバーが、ほぼ去ったことになる。

## あらすじ
帝国陸軍所属の坂神蝉丸は、目を覚ますと石造りの棺に閉じこめられていた。
その上身体の自由がきかず、また、元同僚である御堂が襲いかかってきた!
偶然地下室に迷い込んだ月代と夕霧から、蝉丸は現在がかつて自分の生きていた時代から50年たったと知らされる……。

## 登場キャラクター
坂神 蝉丸（さかがみ せみまる）
主人公。誕生日：4月3日。
大日本帝国陸軍特殊歩兵部隊所属。寡黙で合理主義者だが正義感は強い。目覚めて初めて出会った少女達から、現在は自分のいた時代から50年先の世界であると教えられる。
杜若 きよみ
誕生日：9月23日。
桑嶋 高子（くわしま たかこ）
誕生日：10月26日。
看護婦見習い。利発で物静かな性格で、普段は石原診療所で働くほか、月代の叔父の家でやっかいになり、家事の手伝いもこなす。
三井寺 月代（みいでら つくよ）
天真爛漫な性格の少女。蝉丸が目覚めて初めて出会う二人の少女の内の一人。特技は水泳。地元に住む夕霧とは仲がよい。
砧 夕霧（きぬた ゆうき）
月代の友人。南米産ツノガエルの「ケロリン」がペットで、趣味や思考がやや怪しい。月代と共に蝉丸が初めて出会った少女の一人。
石原 麗子（いしはら れいこ）
石原診療所の医師。まだ20代にしか見えないが、その見かけからは想像できないほどの博識。蝉丸についてもなにか知っていることがあるらしい。
御堂（みどう）
蝉丸の元同僚。蝉丸同様目覚め、冒頭から何度も蝉丸に襲撃をかける。射撃の達人である。
老蝉丸
月代の叔父で、「坂神蝉丸」を名乗る老人。

## スタッフ
- シナリオ：竹林明秀
- 原画：カワタヒサシ
- 音楽：下川直哉、松岡純也、石川真也、米村高広、中上和英
- 主題歌 
  - オープニング：旅人
    - 作詞･作曲 - 小山裕
    - 歌 - Kaya

  - エンディング：心 (SORA)
    - 作詞・作曲 - 小山裕
    - 歌 - Kaya